# Marin Topić (fotograf)
Marin Topić (Osijek, 12. studenog 1956.), hrvatski umjetnički fotograf. 
Fotografijom se počeo baviti kao učenik 7. razreda OŠ "August Šenoa" u Osijeku. Njegov bogati stvaralački opus predstavljen je na više od 100 skupnih i 20 samostalnih izložbi. Nagrađivan je sa 70-ak nagrada. Završio je Rolleyevu školu fotografije u Braunnschweigu. Godine 1987. proglašen je majstorom fotografije i primljen u ULUPUH, a 1991. primljen je i u ZUH sa statusom slobodnog umjetnika. Od 1994. član je HDLU Osijek. Sudjelovao je na više umjetničkih kolonija: Piran (1985.), Merolino (1993.), Virovi (1995.), Zadar (1998.).

## Monografije
- "Osijek : fotomonografija" - tekst: Stjepan Tomaš (1988)
- "Uvijek Osijek" (1993)
- "Skriveni grad" (1993)
- "In Topić" (1994)
- "Slavonija i Baranja" - tekst: Zvonko Maković  (1994)
- "Istra, Požega" (1997)
- Slavonija & Baranja - tekst: Zvonko Maković  (2005)

Topićevim fotografijama opremljene knjige:
- Sa žitom zrijemo, zbirka pjesama Antuna Jovanovca (2007.)[1]